# The Maxx (комікс)
Макс (англ. The Maxx) - серія коміксів у жанрі драми, психології і темної супергероїки, створенна Семом Кейтом. Серія виходила з 1993 по 1998 році у видавництві Image Comics. У 1995 було екранізовано комікс у вигляді мультсеріалу який включав в себе 13 серій. В 2018 вийшов 5-серійний кросовер Макса з Бетменом.

## Колекційні видання
- The Maxx Book 1: Issues #1–6, ISBN 1-4012-0124-5 (Вересень 2003)
- The Maxx Book 2: Issues #7–13, Darker Image #1 ISBN 1-4012-0280-2
- The Maxx Book 3: Issues #14–20 ISBN 1-4012-0298-5
- The Maxx Book 4: Issues #21–27 ISBN 1-4012-0613-1
- The Maxx Book 5: Issues #28–35 ISBN 1-4012-0621-2

Перевидання видавництвом IDW Comics:
- The Maxx Maxximized Volume 1: Issues #1–4, ISBN 978-1613779590 (2014)
- The Maxx Maxximized Volume 2: Issues #5–8, ISBN 978-1631401046
- The Maxx Maxximized Volume 3: Issues #9–12, ISBN 978-1631402029
- The Maxx Maxximized Volume 4: Issues #13–18, ISBN 978-1631403231
- The Maxx Maxximized Volume 5: Issues #19–24, ISBN 978-1631405136
- The Maxx Maxximized Volume 6: Issues #25–30, ISBN 1631406612
- The Maxx Maxximized Volume 7: Issues #31–35, ISBN 1631408003 (2016)
- The Maxx: Maxxed Out Volume 1: Issues #1–12, 978-1-63140-555-6 (2016)
- The Maxx: Maxxed Out Volume 2: Issues #13–24, 978-1-63140-705-5
- The Maxx: Maxxed Out Volume 3: Issues #25–35, 978-1-63140-880-9 (2017)